# 양세웅
양세웅(梁世雄, 일본식 이름: 三原世雄, 1906년 12월 11일 ~ ?)은 한국의 영화 촬영기사이다.

## 생애
부산 출신으로 부산제이공립상업학교를 졸업했다. 1924년에 일본으로 건너가 동아키네마에 입사한 뒤 촬영을 전문적으로 공부했다.
1932년에는 동아키네마에서 카메라맨으로 승진하여, 《눈물의 빛》, 《두 개의 유방》, 《그 밤의 노래》 등을 촬영했다. 양세웅은 일본에서 정식 촬영기사로 활동한 최초의 조선인이었다.
1935년에 귀국하여 일본에서 함께 공부한 박기채 연출의 《춘풍》 촬영을 맡아 조선 영화계에 첫 선을 보였다. 이때 경성촬영소의 [김학성이 양세웅의 조수로 촬영에 참여했다. 1930년대 중반 발성 영화 시대 개막과 함께 등장한 세대로서 활발한 활동을 펼쳤다. 촬영기사로서의 능력을 인정받은데다 일본 영화계의 카메라맨 경력까지 갖추고 있어 각광받는 존재였다.
일제강점기 말기에 제작된 친일 영화에 촬영 담당으로 참여했다. 친일 영화 시대를 예고하는 《군용열차》(1938)를 시작으로, 일본군 공군을 그린 어용 영화 《우러르라 창공(일본어: 仰げ大空)》(1943), 세미다큐멘터리 형식의 친일 영화 《감격의 일기(일본어: 感激の日記)》(1945), 징용 나간 남편을 참고 기다리는 여성을 통해 전시 지원을 강조한 《우리들의 전쟁(일본어: 我れらの戰爭)》(1945)을 차례로 촬영했다.
친일 단체 조선영화인협회에서는 임원을 맡기도 하여, 2008년 민족문제연구소가 발표한 친일인명사전 수록예정자 명단 연극/영화 부문에 포함되었다.
태평양 전쟁 종전 후에는 조선영화건설본부에 가입하여 뉴스 영화를 촬영하였고, 미군 502부대 소속 카메라맨이 되었다. 어린이용 영화로 많은 인기를 모은 《똘똘이의 모험》(1946) 등을 촬영하기도 했다. 한국 전쟁 중 납북된 것으로 알려져 있다.
마지막 작품은 1949년 고향인 부산에서 찍은 《해연(海燕)》이다. 처제인 김영희가 조선영화주식회사에서부터 편집기사로 활동하였고, 1960년대에 신필름 편집기사를 지낸 양성란은 양세웅의 딸이다.

## 참고자료
- 강옥희,이영미,이순진,이승희 (2006년 12월 15일). 《식민지시대 대중예술인 사전》. 서울: 소도. 205~206쪽쪽. ISBN 9788990626264.